# Elisabeth Diouf
Elisabeth Diouf, est l'épouse de l'ancien président du Sénégal, Abdou Diouf. Elle est Première dame du Sénégal du 1ᵉʳ janvier 1981 au 1ᵉʳ avril 2000,. 

## Biographie

### Enfance, éducation et débuts
Elisabeth Diouf, d'origine sénégalo-libanaise et de confession catholique,.

### Première dame du Sénégal
Depuis 1963, Elisabeth Diouf est mariée à Abdou Diouf, le président du Sénégal. Ils ont ensemble quatre enfants : Pedro, Habib, Fabienne et Yacine. Son appartenane réligieuse favorise la promotion du dialogue entre l'islam et le christianisme au Sénégal pendant le mandat présidentiel de son mari de 1981 à 2000,.

## References
1. 1 2 3  « Sénégal : ces Premières Dames qui ont marqué la vie sociopolitique du pays », sur BBC News Afrique, 29 mars 2024 (consulté le 1er avril 2024)
2. ↑  « La Première Dame au Sommet de la Francophonie à Dakar », sur www.prc.cm (consulté le 1er avril 2024)
3. 1 2  « Colette, Elizabeth, Viviane, Marième : Ces Premières dames sénégalaises qui ont », sur adakar.com (consulté le 1er avril 2024)